# 绿胸八色鸫
绿胸八色鸫（学名：Pitta sordida），又名綠胸八色鶇，是八色鸫科八色鸫属的一种，牠在東亞和東南亞以及海洋東南亞地區相當常見，棲息於多種森林中，也包括種植園和其他耕地。
該鳥曾被認為與尼科巴連帽八色鳥、米納哈薩連帽八色鳥、東方連帽八色鳥和比亞克連帽八色鳥為同種。

## 分類
綠胸八色鳥由德國動物學家菲利普·路德維希·施塔蒂烏斯·米勒於1776年描述，並給予其二名法名稱 Turdus sordidus。 施塔蒂烏斯·米勒的描述基於喬治-路易·勒克萊爾·德·布豐在其《自然史彩繪圖譜》Planches Enluminées D'Histoire Naturelle中出版的「菲律賓鶇」圖像。 該物種現今被歸入法國鳥類學家路易·皮耶·維亞律於1816年創立的八色鳥屬（Pitta）。種小名sordida 來自拉丁語，意思是「骯髒」或「破舊」。
目前已確認六個亞種：
- P. s. cucullata（哈特勞布，1843年） – 分布於印度北部至中國南部和中南半島。包括喜马拉雅山东南部、尼泊尔、不丹、孟加拉、印度、缅甸、泰国、老挝、马来半岛、苏门答腊、爪哇以及中国大陆的云南等地。该物种的模式产地在马来半岛马六甲。[9]
- P. s. mulleri （波拿巴，1850年） – 分布於馬來半島、蘇門答臘、爪哇、婆羅洲及菲律賓西南部的蘇祿群島
- P. s. bangkana（施萊格爾，1863年） – 分布於邦加島和勿里洞（位於蘇門答臘南部東側）
- P. s. sordida （米勒，1776年） – 分布於菲律賓（不包括巴拉望群島）
- P. s. palawanensis（帕克斯，1960年） – 分布於菲律賓的巴拉望群島
- P. s. sanghirana （施萊格爾，1866年） – 分布於桑義赫群島（位於蘇拉威西東北部）

## 分布與棲地
是全面迁徙的候鸟，分布于文莱、日本、老挝、孟加拉国、不丹、中国大陆、越南、印度、泰国、印度尼西亚、菲律宾、缅甸、巴布亚新几内亚、马来西亚、尼泊尔、新加坡和柬埔寨。该物种的保护状况被评为无危。
栖息地包括亚热带或热带的湿润低地林、亚热带或热带的旱林、耕地、种植园、亚热带或热带的沼泽林、亚热带或热带的红树林、乡村花园和亚热带或热带的湿润山地林。该物种的模式产地在菲律宾。

## 行為

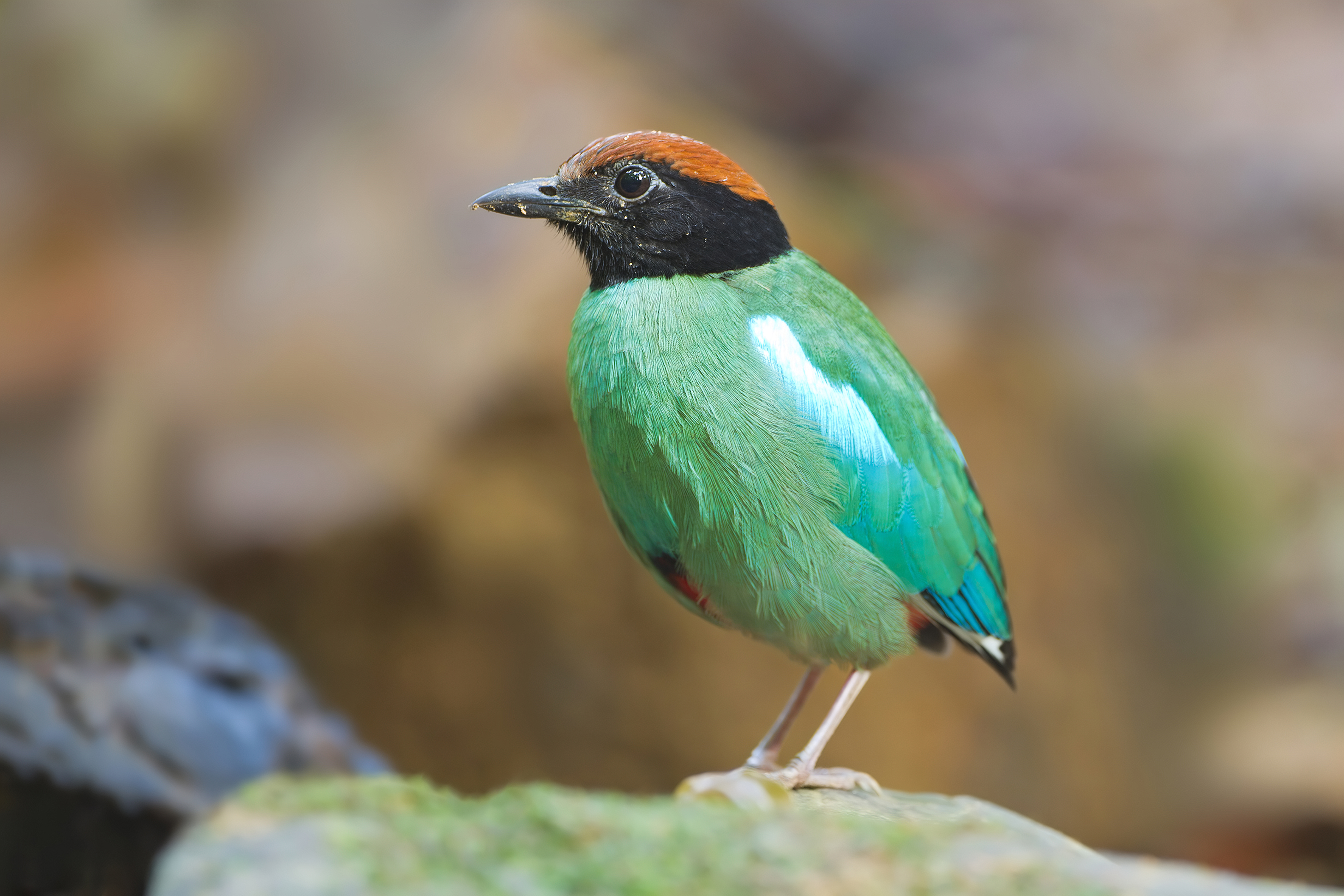
綠胸八色鳥 斯里攀牙國家公園,
泰國

綠胸八色鳥的體長可達16至19 cm（6.3至7.5英寸），重約42至70 g（1.5至2.5 oz）。牠有黑色的頭部、栗色的頭頂和綠色的身體與翅膀。牠的飲食包括各種昆蟲（包括其幼蟲），牠們在地面上捕食，也吃漿果。在繁殖期（2月至8月），牠們在地面築巢，雙親共同照顧卵和雛鳥。牠們領域性強烈，常可聽見牠們領地內發出的雙音哨聲（「qweeek-qweeek」），有時整晚都會持續鳴聲。
國際自然保護聯盟特別關注該鳥所遭受的棲地喪失，這正導致其數量減少，但仍將其評為「無危物種」，因為其種群下降速度不足以進入受威脅物種的範疇。
在圈養環境中，綠胸八色鳥與其他物種相處良好，但在繁殖期可能會對其他八色鳥表現出攻擊性。在倫敦動物園，牠們被飼養在修復後的布萊克本館的大型步入式鳥舍中，而在德雷爾野生動物保護區，牠們與巴拉望孔雀雉和白腰鵲鴝等鳥類一起飼養在大型步入式展區中。

## 圖庫

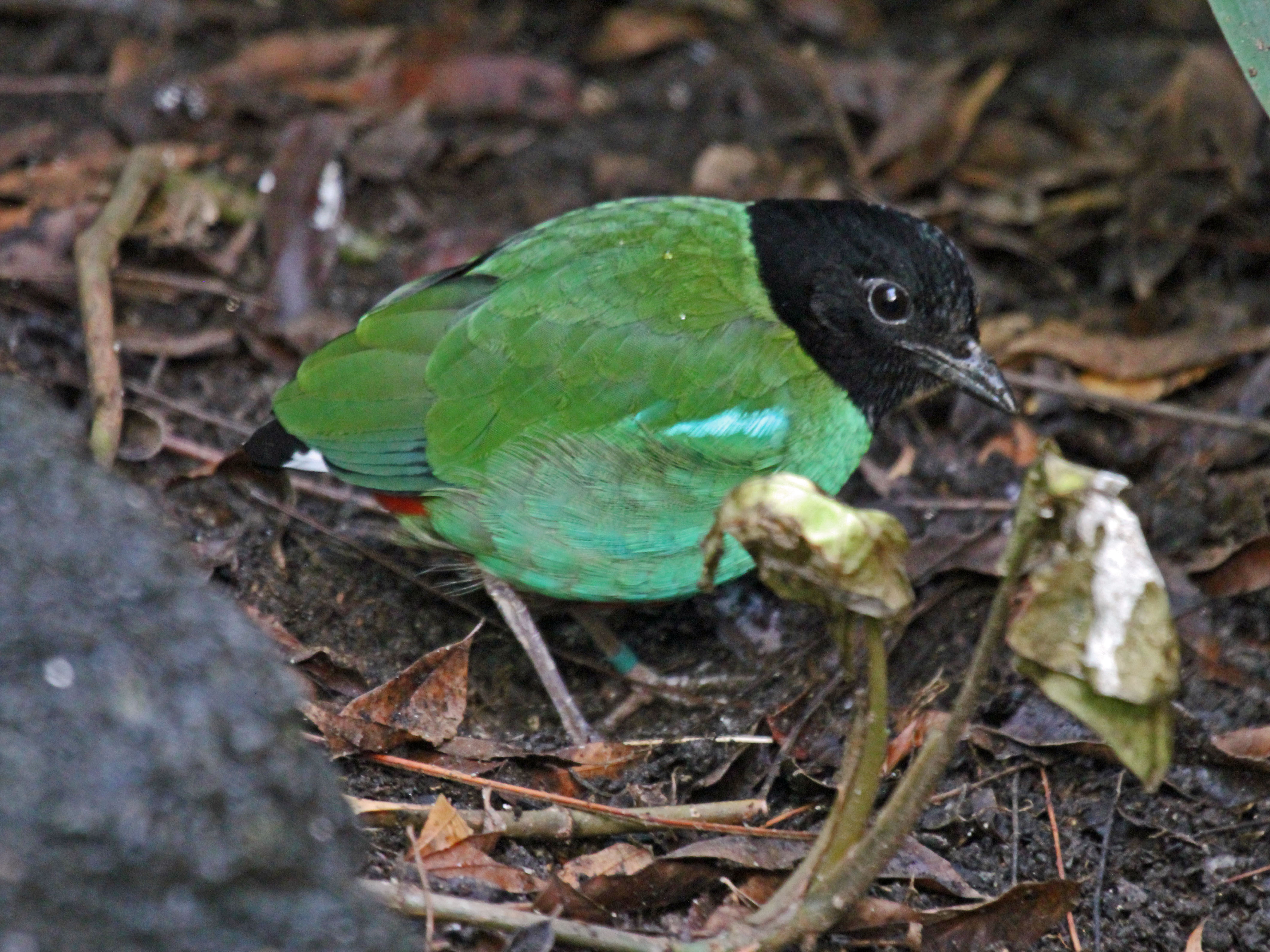
聖地牙哥動物園
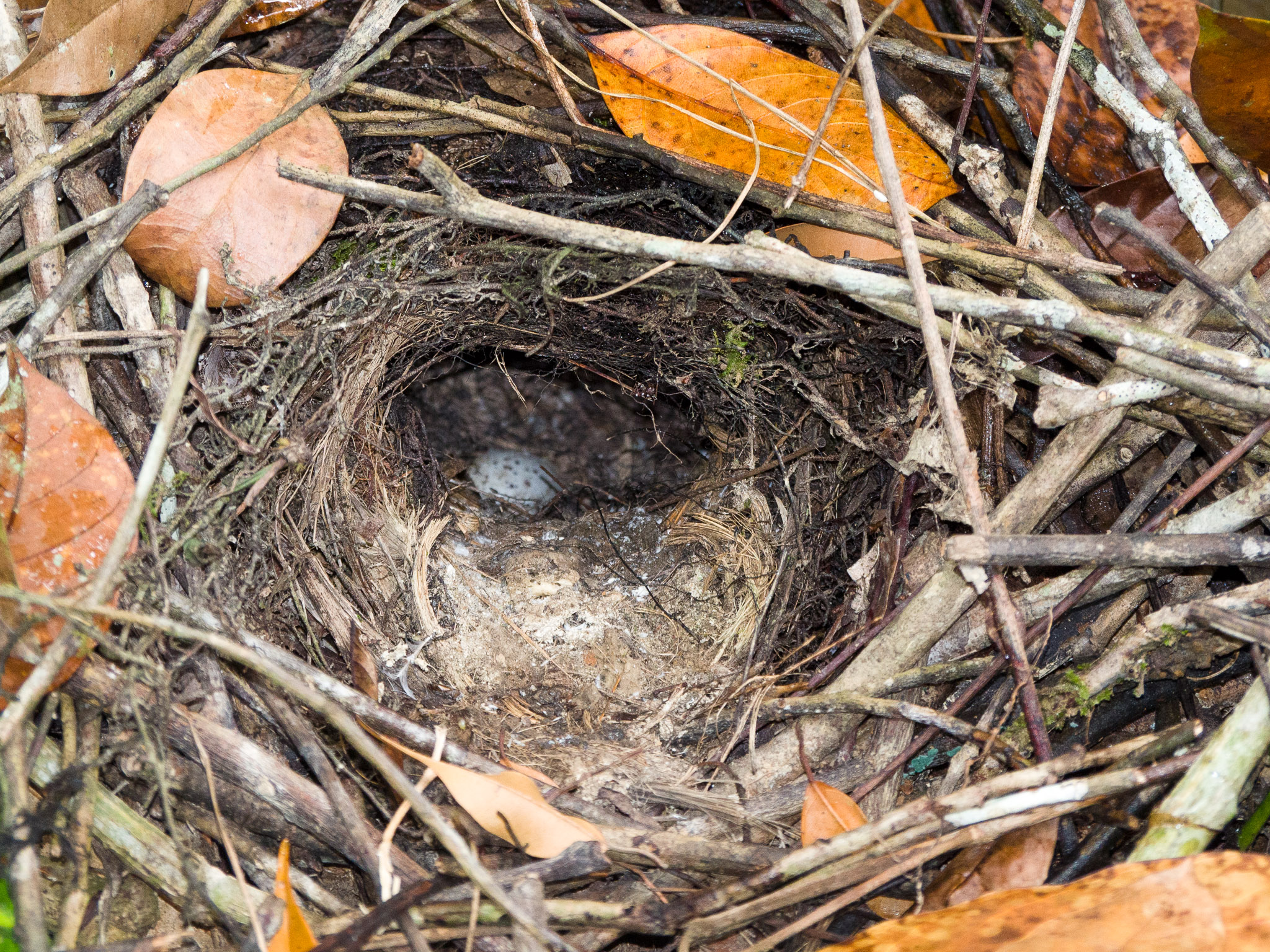
蛋與巢, 婆羅洲
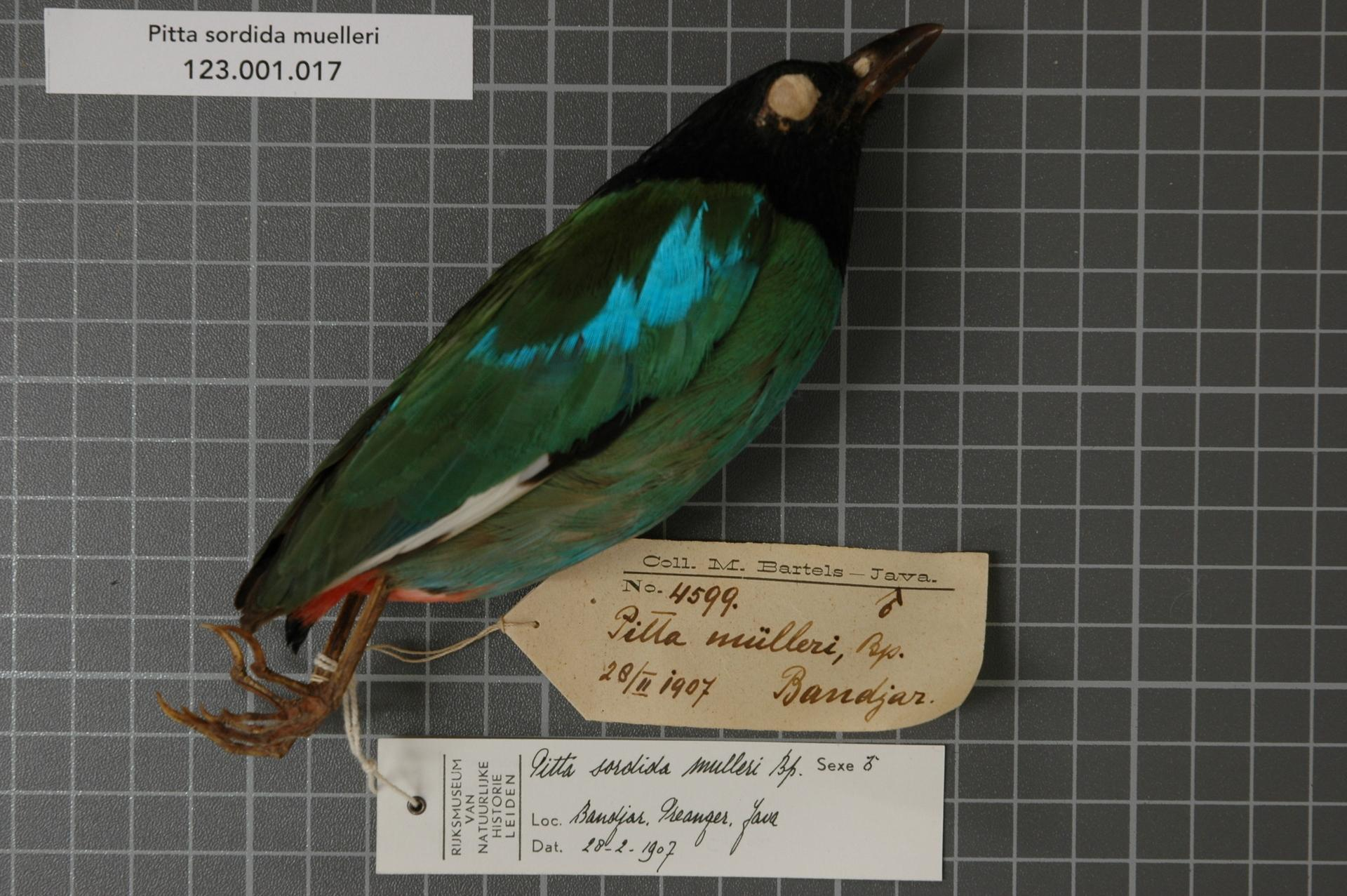
P. s. mulleri 波拿巴, 1850, 雄性標本的側面，荷蘭自然生物多樣性中心
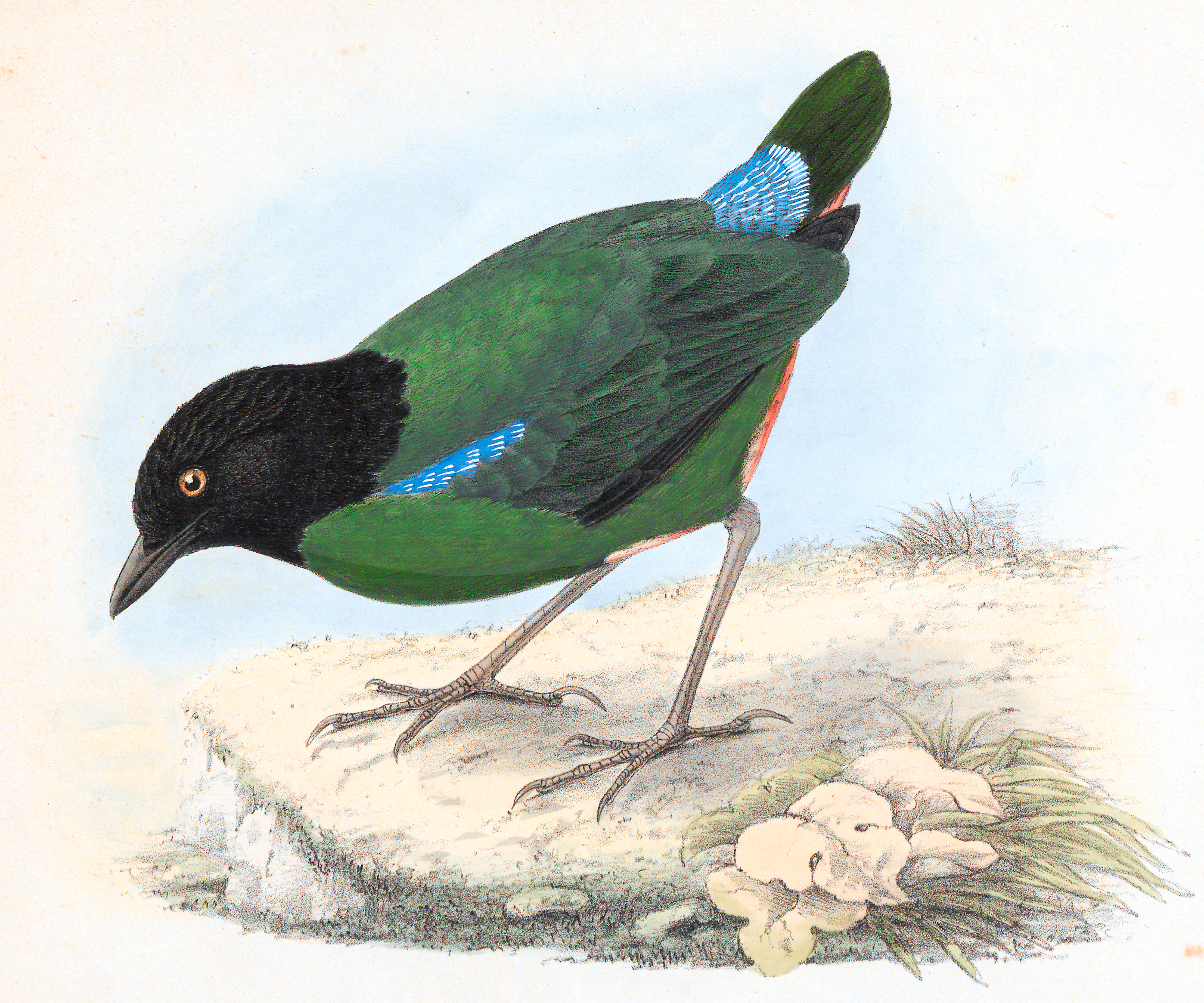
P. s. forsteni (波拿巴, 1850), 原生於 米納哈薩半島